# ويل دايسون
ويل دايسون (بالإنجليزية: Will Dyson)‏ هو رسام كارتون أسترالي، ولد في 3 سبتمبر 1880، وتوفي في 21 يناير 1938 في تشيلسي في المملكة المتحدة.